# Clayton (Contea di Polk, Wisconsin)
Clayton è un villaggio degli Stati Uniti d'America, situato in Wisconsin, nella contea di Polk.